# 볼히니아
볼히니아(우크라이나어: Волинь 볼린[*], 러시아어: Волы́нь 볼린[*], 폴란드어: Wołyń 보윈[*])는 우크라이나 서부에 위치한 역사적 지역이다. 동쪽의 프리피야티강과 서쪽의 남부크강 사이에 위치하며 북쪽에 있는 갈리치아, 포돌리아와 접한다. 현재의 우크라이나 볼린주와 리우네주 전체, 지토미르주 서부, 테르노필주와 흐멜니츠키주 북부를 포함하며 종종 벨라루스 브레스트주 남부와 폴란드 루블린주 서부를 포함하기도 한다.

## 역사
- 2세기 ~ 3세기: 고트족의 지배를 받음.
- 5세기: 슬라브족이 등장함.
- 7세기 ~ 9세기: 동슬라브족에 속하는 민족인 볼히니아인의 거주지가 됨.
- 10세기: 키예프 공국의 영토가 됨. 정치적 중심이 볼로디미르(볼로디미르볼린스키) 성으로 옮겨짐.
- 11세기 말: 키예프 공국의 위성 국가인 볼히니아 공국이 수립됨.
- 1170년: 로만 므스티슬라비치가 볼히니아 공국의 군주로 즉위함.
- 1199년: 로만 므스티슬라비치가 할리치 공국을 병합하여 갈리치아-볼히니아 공국을 수립함.
- 1241년: 몽골 제국의 침공으로 파괴됨.
- 13세기: 볼히니아의 중심지가 루츠크로 옮겨짐.
- 1349년: 리투아니아 대공국의 영토가 됨.
- 14세기 ~ 15세기: 우크라이나인의 정치적, 문화적 중심지가 됨.
- 1569년: 폴란드-리투아니아 연방이 수립됨.
- 1648년 ~ 1657년: 흐멜니츠키 봉기로 인해 우크라이나 카자크, 폴란드 군대, 루스 차르국 군대의 침공으로 파괴됨.
- 1795년: 제3차 폴란드 분할에 따라 러시아 제국의 영토가 됨.
- 1920년: 소비에트 연방에 재병합됨.
- 1921년: 폴란드와 소비에트 연방 사이에 체결된 평화 조약인 리가 조약에 따라 동서로 분할됨. 서부는 폴란드령, 동부는 소비에트 연방 영토이 됨.
- 1939년: 독소 불가침 조약에 따라 폴란드 동부가 소비에트 연방에 병합됨.
- 1991년: 우크라이나가 독립함.

## 같이 보기
- 갈리치아-볼히니아
- 갈리치아
- 볼히니아와 동부 갈리치아의 폴란드인 학살